# Докторов, Николай Иванович
Николай Иванович До́кторов (6 декабря 1907, Санкт-Петербург — 16 июня 1983, Воскресенск, Московская область) — советский партийный организатор и промышленный деятель, 7-й директор Воскресенского химического комбината, Герой Социалистического Труда, почётный гражданин города Воскресенска Московской области.

## Биография
Николай Докторов родился 6 декабря 1907 года в Санкт-Петербурге, в семье рабочего-каменщика.
Его отец умер в 1914 году, а в 1917 году семья переехала жить в деревню Высоково в округе села Середа Даниловского уезда Ярославской губернии. Там Николай окончил профессионально-техническую школу.
С 1925 года он работал токарем на Ярославском автомобильном заводе. Одновременно учился на вечернем рабфаке.
В 1931 году Докторов поступил в Ивановский химико-технологический институт. Во время учёбы он вступил в члены ВКП(б). На третьем курсе его избрали секретарём парткома института. Он работал также внештатным инструктором Ивановского горкома ВКП(б).
По окончании института Докторов с 1937 года работал инженером-технологом в проектном отделе завода № 102 города Чапаевска Куйбышевской области. Завод производил серную кислоту и компоненты химического оружия (отравляющие вещества, иприт, люизит и другие). С 1938 года — начальник сернокислотного цеха. 1 января 1940 года Докторов был утверждён в должности заведующего промышленным отделом, а 16 ноября — второго секретаря Чапаевского горкома ВКП(б). Позже он занимал должность инструктора управления кадров ЦК ВКП(б).
В июле 1941 года Докторову был выдан мандат уполномоченного Государственного комитета обороны. Он курировал работу заводов № 309 и № 15 в Чапаевске. В конце 1942 года он был переведён на Балашихинский боеприпасный завод № 582 парторгом. 
В декабре 1944 года Докторова назначили парторгом ЦК ВКП (б) на Воскресенский химический комбинат. В ноябре 1948 года он был избран первым секретарём Воскресенского горкома партии, а 2 января 1950 года приказом № 456 министра химической промышленности СССР его назначают директором Воскресенского химического комбината. В должности директора комбината Докторов внёс значительный вклад в развитие завода и города. Он создал на базе центральной заводской лаборатории крупный научно-исследовательский и экспериментальный цех, где были разработаны и внедрены новые технологические процессы.
По инициативе и при поддержке Докторова в Воскресенске были построены Дворец культуры химиков, Дворец спорта, поликлиника, больница, пионерский лагерь, детские сады и ясли.
С 1972 года — на пенсии.
Николай Иванович Докторов умер 16 июня 1983 года. Он похоронен на Воскресенском городском кладбище.

## Награды
- 20 апреля 1971 года за выдающиеся успехи в развитии производства минеральных удобрений ему присвоено звание Героя Социалистического Труда
- Награждён двумя орденами Ленина, орденом Красной звезды (06.04.1945)[6], медалями «За трудовое отличие», «За доблестный труд в Великой Отечественной войне», «В память 800-летия Москвы»
- Отличник физической культуры (1955[7])
- Первый Почётный гражданин Воскресенска[5]

## Память
- В честь Докторова названа одна из улиц в центральной части города, у её начала установлена мемориальная доска
- Искусственные озёра в центральной части города, близ Москва-реки, созданные по инициативе Докторова для отдыха воскресенцев, горожане называют «докторовскими»
- В память о вкладе Докторова в развитие хоккейной команды «Химик» он изображён в составе скульптурной композиции, посвященной основателям воскресенского хоккея и установленной на площади перед ледовым дворцом «Подмосковье».

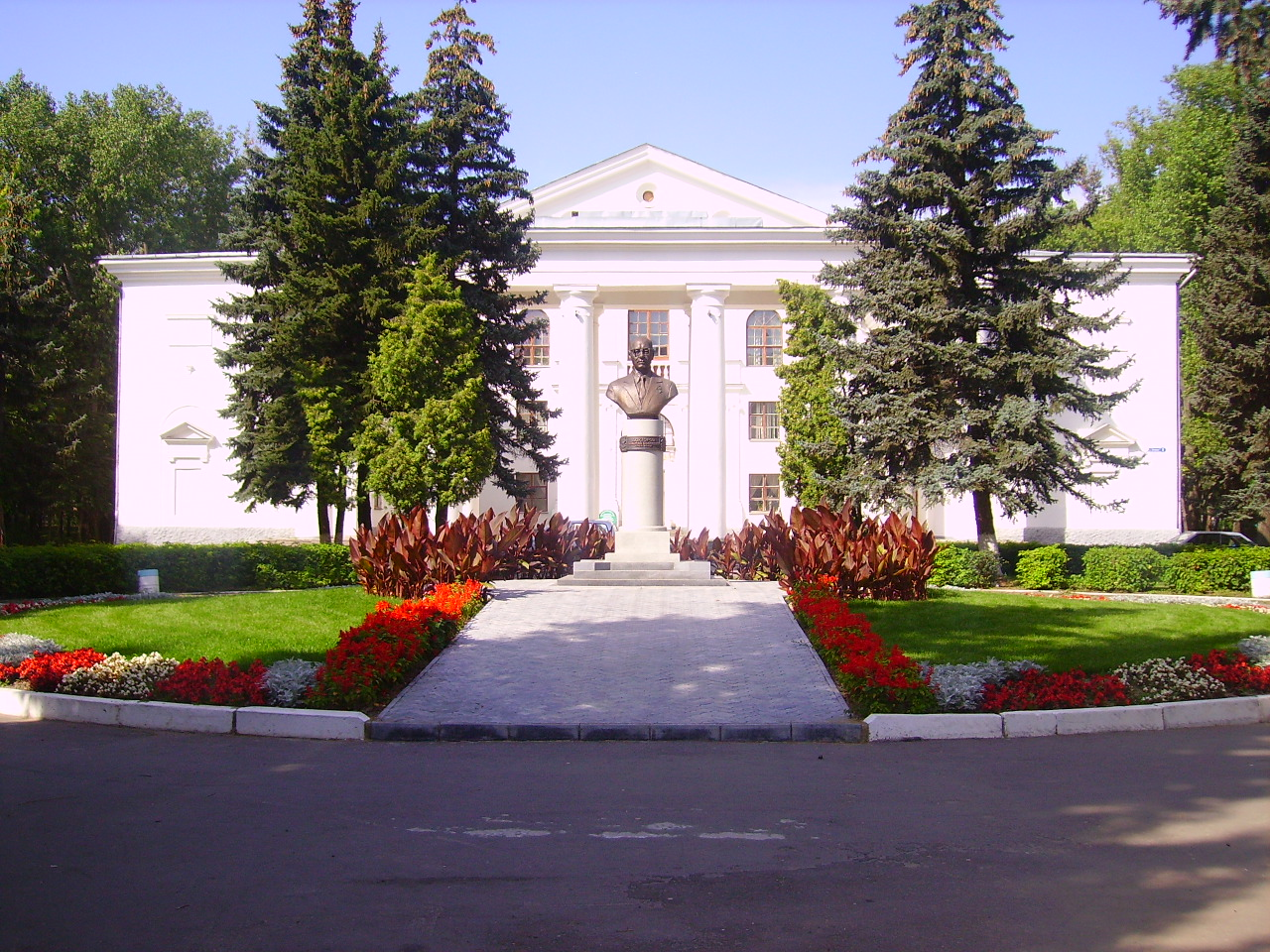
Дворец культуры имени Н. И. Докторова с установленным перед дворцом его бронзовым бюстом

- 6 декабря 2007 года, к 100-летию со дня рождения Докторова, в сквере перед зданием Дворца культуры химиков в Воскресенске состоялось торжественное открытие памятника с бронзовым бюстом Н. И. Докторова (выполнен скульптором В. Б. Доброхотовой)[8].